# Antoine de Luzech
Antoine de Luzech est un ecclésiastique qui fut évêque de Cahors de 1501 à 1509.

## Biographie
Antoine fils de Guillaume et frère du baron Bertrand de Luzech appartient à la famille de Luzech. Il est abbé commendataire de l'abbaye Saint-Gervais-Saint-Protais d'Eysses près de Villeneuve-sur-Lot lorsqu'il est élu par le chapitre de chanoines.
Le roi Charles VIII de France nomme comme évêque Benoit de Jean de Saint-Moris, le coadjuteur d'Antoine Allemand de Rochechinard,  qui était son procureur à la cour de Rome. Antoine de Luzech obtient finalement le siège épiscopal de Cahors contre l'autre candidat qui se présentait comme évêque légitime. Il meurt en 1509.